# 井出一太郎

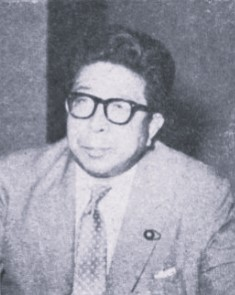
井出 一太郎

井出 一太郎（いで いちたろう、1912年1月4日 - 1996年6月2日）は、日本の政治家。内閣官房長官（第39代）、農林大臣（第23-24代）、郵政大臣（第29代）。衆議院議員（16期）。

## 経歴・人物
長野県（旧南佐久郡臼田町、現佐久市）出身。家は元禄時代（1688年～1704年）から続いた古い造り酒屋の橘倉酒造。県会議員を務めた今朝平の長男。
旧制野沢中学（長野県野沢北高等学校）を経て、1931年旧制松本高校文科甲類卒業。10年間家業に専念した後、1941年京都帝国大学農学部入学。すでに3人の子持ちで、家業をみながらの大学生活だった。
1946年、第22回衆議院議員総選挙に旧長野2区から初当選。連続当選16回。翌年、国民協同党に参加。そこで知り合った三木武夫と終生行動を共にした。石橋内閣及び第1次岸内閣の農林大臣、第3次佐藤内閣の郵政大臣を歴任。1964年3月、野沢北高等学校改築費として10万円寄付により1966年5月28日紺綬褒章受章。1974年12月、三木内閣が誕生すると、内閣官房長官に就任。党内基盤の弱い三木首相を支えた。三木おろしに直面した三木が、数で圧倒する反主流派を敵に回す形での衆議院解散を強行しようとした際には思いとどまらせている。
三木退陣による官房長官退任後も反田中角栄の強硬派として知られ、四十日抗争では反主流派統一組織「自民党をよくする会」の会長を務めた。
1986年4月の春の叙勲で勲一等に叙され、旭日大綬章を受章する。同年、持病の白内障悪化により長男の井出正一を後継として政界から引退する。
歌人としても知られ、官房長官時代も歌作を続けた。1978年には歌会始の召人を務めた。
1996年6月2日、肺炎のため長野県臼田町の佐久総合病院で死去した。84歳没。同月9日、特旨を以て位記を追賜され、死没日付をもって正三位に叙された。
2018年6月に『井出一太郎回顧録』（井出亜夫・竹内桂・吉田龍太郎編、吉田書店 ISBN 978-4-9054-9764-6）が刊行した。

## 家族・親族
戦前の立憲民政党所属代議士で、戦後は自由民主党所属参議院議員となった小山邦太郎は義父。姉は評論家の丸岡秀子、弟に共同通信論説委員長の井出武三郎、千葉大学学長の井出源四郎、作家の井出孫六らがいる。厚生大臣の井出正一は長男、元通産官僚の井出亜夫は次男。衆議院議員の井出庸生は孫。

## 年譜
- 1946年 衆議院議員に初当選
- 1956年12月 農林大臣（石橋内閣）
- 1957年2月 農林大臣（岸内閣）
- 1970年1月 郵政大臣（佐藤内閣）
- 1974年12月 内閣官房長官（三木内閣）
- 1986年6月 政界引退

## 著作
- 『古稀前後　歌集』橄欖叢書、1986年
- 『井出一太郎回顧録　保守リベラル政治家の歩み』井出亜夫、竹内桂、吉田龍太郎編、吉田書店、2018年